# Монастирецька сільська рада (Хустський район)
| Монастирецька сільська рада — колишній орган місцевого самоврядування у Хустському районі Закарпатської області з адміністративним центром у с. Монастирець. Сільській раді підпорядковані населені пункти: - с. Монастирець - с. Медвежий - с. Облаз - с. Поточок - с. Тополин |

## Склад ради
Рада складається з 22 депутатів та голови.

## Керівний склад сільської ради
| ПІБ                    | Основні відомості                                                 | Дата обрання | Дата звільнення |
| ---------------------- | ----------------------------------------------------------------- | ------------ | --------------- |
| Горват Юрій Андрійович | Сільський голова, 1977 року народження, освіта, безпартійний      | 26.03.2006   | 31.10.2010      |
| Горват Юрій Андрійович | Сільський голова, 1977 року народження, освіта вища, безпартійний | 31.10.2010   |                 |

Примітка: таблиця складена за даними джерела